# Flota flabelligera
Flota flabelligera är en ringmaskart som beskrevs av Hartman 1967. Flota flabelligera ingår i släktet Flota och familjen Flabelligeridae. Inga underarter finns listade i Catalogue of Life.